# Iliotona gilli
Iliotona gilli är en skalbaggsart som beskrevs av Nikolai Nikolaevich Sokolov och Alexey K. Tishechkin 2010. Iliotona gilli ingår i släktet Iliotona och familjen stumpbaggar. Inga underarter finns listade i Catalogue of Life.